# Grâces
 Grâces  (en bretón Gras-Gwengamp) es una comuna y población de Francia, en la región de Bretaña, departamento de Côtes-d'Armor, en el distrito y cantón de Guingamp.

## Demografía
Su población en el censo de 1999 era de 2.424 habitantes. Forma parte de la aglomeración urbana de Guingamp.
| 1 300 | 1 435 | 1 769 | 2 308 | 2 481 | 2 424 |
| Para los censos de 1962 a 1999 la población legal corresponde a la población sin duplicidades (Fuente: INSEE [Consultar]) |       |       |       |       |       |

Está integrada en la Communauté de communes de Guingamp .